# Lactancia masculina
En zoología, se denomina lactancia masculina a la secreción de leche en las glándulas mamarias de animales machos.
El término se ha utilizado en la literatura popular, como en The Antelope Wife de la autora Louise Erdrich, para describir el fenómeno de la galactorrea masculina, una condición bien documentada en seres humanos. Bebés recién nacidos de ambos sexos pueden producir leche; esto se denomina leche neonatal o «leche de bruja» y no se considera lactancia masculina. 

## Historia
La lactancia masculina fue un tema de interés para el afamado polímata, geógrafo, naturalista y explorador prusiano Alexander von Humboldt, quien documentó en Voyage aux régions équinoxiales du Nouveau Continent que un ciudadano de la aldea de Arenas, cerca de Cumaná (Venezuela), al parecer alimentó a su hijo durante tres meses cuando su esposa enfermó. Charles Darwin también encontró de interés el asunto, comentando en su libro El origen del hombre publicado en 1871:

«Es bien sabido que en los individuos masculinos de todos los mamíferos, incluido el hombre, existen mamíferos rudimentarios. Estos, en varios casos se han desarrollado bien, y han producido un abundante suministro de leche. Su identidad esencial en los dos sexos también se manifiesta por su ocasional aumento de simpatía en ambos durante un ataque de sarampión».

Darwin, más tarde, consideró que la función de los pezones masculinos es "casi perfecta" en contraste a otras estructuras muy reducidas, tal como el utrículo prostático, especulando que ambos sexos pudieron haber amamantado a sus crías en el pasado y posteriormente los mamíferos evolucionaron para "inactivar" los pezones en los varones a una edad temprana.

## Evolución y biología
Se ha observado que mamíferos machos de muchas especies lactan en condiciones inusuales o patogénicas, tales como pasar por estrés extremo, la castración, exposición a fitoestrógenos o tumores pituitarios. Por lo tanto, se plantea la hipótesis de que, si bien la mayoría de los mamíferos machos podrían desarrollar fácilmente la capacidad de lactar, no hay una ventaja selectiva para la lactancia masculina. Mientras que los mamíferos machos podrían, en teoría, mejorar la tasa de supervivencia de sus crías a través de una alimentación adicional, la mayoría han desarrollado otras estrategias para aumentar el número de descendencia sobreviviente, como el aparearse con otras hembras. En la actualidad, se conocen muy pocas especies donde se produce la lactancia masculina y no se entiende bien qué factores evolutivos controlan el desarrollo de este rasgo en sí.

## En humanos y otros mámíferos
Aunque muy inusualmente, hay registros de individuos machos de dos especies de megamurciélagos, Pteropus capistratus y Dyacopterus spadiceus, produciendo leche, pero en estos casos nunca se ha observado un macho lactante; no está claro si esta lactancia es funcional y los machos realmente amamantan a las crías o si es el resultado del estrés o la malnutrición. Además, se sabe que las cabras, toros, gatos y otros lactan ocasionalmente.

### Lactancia en humanos
El fenómeno de la lactancia humana masculina se ha observado en varios casos. Sin embargo, estos casos no están lo suficientemente documentados para permitir distinguir la posible lactancia paterna de la galactorrea patológica.